# Lepanthes pulcherrima
Lepanthes pulcherrima är en orkidéart som beskrevs av Augustus R. Endrés, Bogarín och Franco Pupulin. Lepanthes pulcherrima ingår i släktet Lepanthes och familjen orkidéer. Inga underarter finns listade i Catalogue of Life.